# Guglielmo di Osona
Guglielmo Guillem in catalano, Guillermo in spagnolo Guillaume in francese (1028 circa – 1064 circa) fu Conte di Osona, dall'1035 al 1054.

## Origine
Secondo la Ex Gestis Comitum Barcinonensium, Guglielmo era il figlio primogenito del conte di Barcellona, Gerona e Osona, Berengario Raimondo I e della sua seconda moglie, Guilla (o Guisla) de Lluça, che, secondo le Europäische Stammtafeln, vol II, cap. 69 (non consultate), Guilla (o Guisla) de Lluça era figlia del Signore di Lluça e Villanova, Sunifredo II e di sua moglie, Ermesinda di Balsareny.

Secondo la storico, Patrick van Kerrebrouck, nel suo Les Capétiens, 987-1328, Guisla era una bellonide discendente dai conti di Conti di Empúries.

Berengario Raimondo I di Barcellona, come ci conferma la Crónica de San Juan de la Peña, era il figlio maschio primogenito del conte di Barcellona, Gerona, Osona, Borrell II e della moglie, Ermesinda di Carcassonne, che secondo il documento XIV della España sagrada. Tomo XXIX. Appendice era la figlia ultimogenita del conte di Carcassonne, Ruggero I di Comminges il Vecchio. (930/40-dopo l'aprile 1011) e di Adelaide di Gevaudan, identificata con Adelaide di Melgueil (953-ca. 1011) figlia di Bernardo Conte di Melgueil e della moglie Sénégonde di Rouergue o Adelaide di Rouergue (949-dopo il 1011), figlia di Baldovino di Pons e di una contessa di Rouergue.

## Biografia
Di Guglielmo si hanno poche notizie.

Suo padre era al suo secondo matrimonio, e, dalla prima moglie, Sancha Sánchez di Castiglia, aveva avuto due figli: Raimondo Berengario e Sancho.
Poco prima di morire, nel febbraio 1035, suo padre, Berengario Raimondo I, redasse un testamento in cui ricordò tre figli maschi, la seconda moglie, Guilla (o Guisla) de Lluça, e la propria madre, Ermesinda di Carcassonne e, col quale, divise il suo dominio in tre parti:
- a Raimondo Berengario, figlio primogenito di primo letto, andarono le contee di Barcellona e di Gerona fino al fiume Llobregat;
- a Sancho, detto Sancho d'Olèrdola, figlio di primo letto, una parte delle contee di Barcellona e di Gerona tra il fiume Llobregat ed il confine con al-Andalus, denominata contea di Penedès, con capitale la cittadina di Olèrdola;
- a Guglielmo, unitamente a Guilla (o Guisla) de Lluça|Guisla, la contea di Osona.

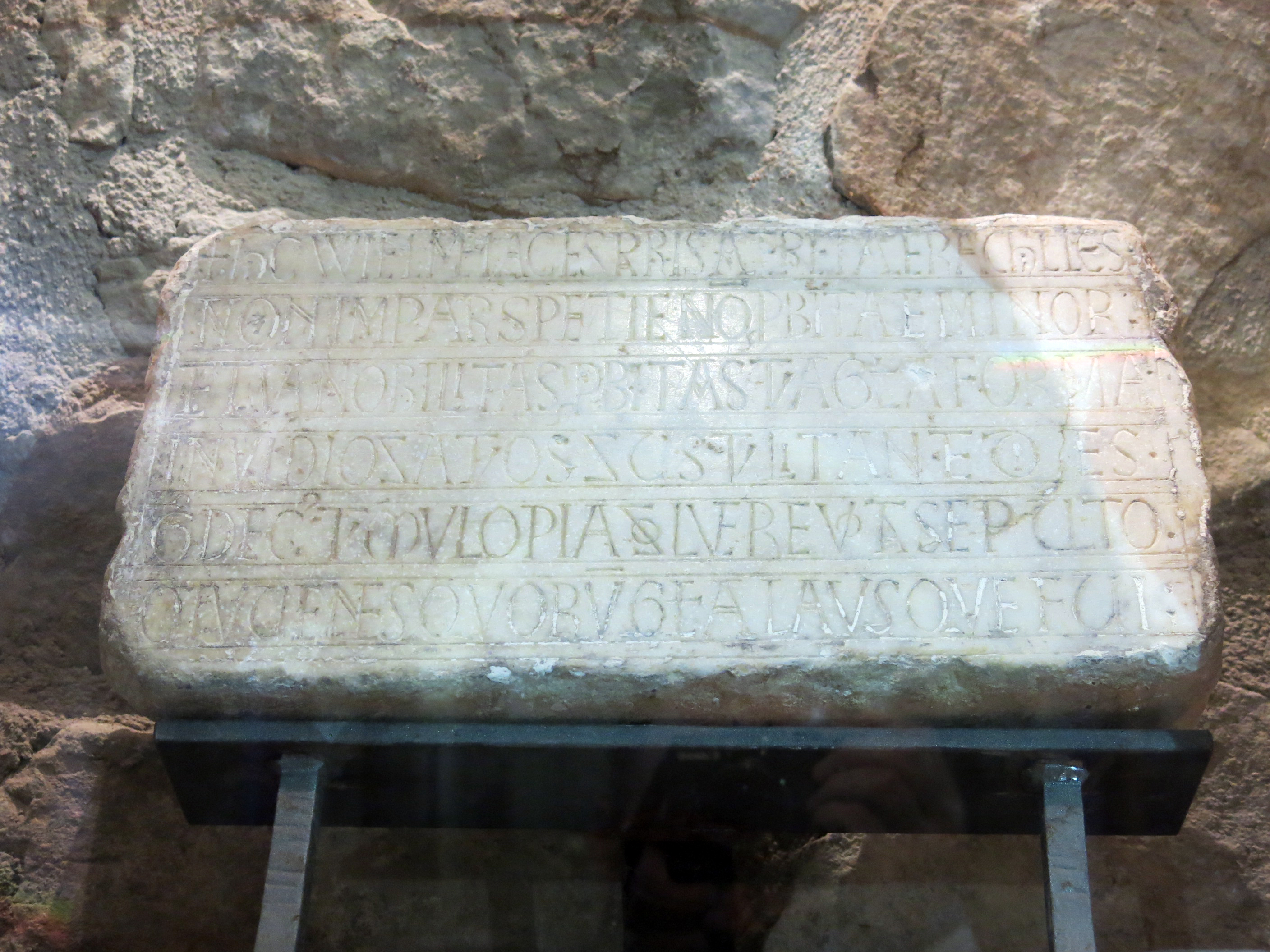
Lapide di Guglielmo nel monastero di Sant Miquel del Fai di Bigues i Riells

Guisla e Guglielmo, ancora minorenne, governarono la contea per circa una decina d'anni; prima del 1050, come conferma lo storico catalano Bofarull i Mascaró, nel suo Los condes de Barcelona vindicados, y cronologia y genealogia de, Volume 1, Guisla si sposò, in seconde nozze, con il visconte di Barcellona, Udalardo II, e perse ogni diritto al titolo di contessa, a favore di Guglielmo, che a sua volta, nel 1054, rinunciò alla contea di Osona a favore del fratellastro, il figlio primogenito di Berengario Raimondo I, il conte di Barcellona e Gerona, Raimondo Berengario I.

Guglielmo rinunciò alla contea in cambio della signoria di Santpedor e forse di alcune altre proprietà.
Guglielmo era ancora vivo nel 1057, in quanto viene citato nel testamento della nonna, Ermesinda di Carcassonne, come riportato dal Bofarull i Mascaró, nel suo Los condes de Barcelona vindicados, y cronologia y genealogia de, Volume 2.
Guglielmo morì nel 1064 circa e lasciò in eredità a Santpedor il monastero di San Benet di Bages.

## Discendenza
Di Guglielmo non si conosce né il nome della moglie né alcuna discendenza, come conferma la Ex Gestis Comitum Barcinonensium.

## Ascendenza
|                                     |   |                        | Genitori                 |  |  | Nonni |  |  | Bisnonni               |  |  | Trisnonni           |  |
|                                     |   |                        |                          |  |  |       |  |  | Sunyer I di Barcellona |  |  | Goffredo il Villoso |  |
|                                     |   |                        |                          |  |  |       |  |  | Sunyer I di Barcellona |  |  | Goffredo il Villoso |  |
|                                     |   | Guinidilda d'Empúries  |                          |  |  |       |  |  | Sunyer I di Barcellona |  |  |                     |  |
| Borrell II di Barcellona            |   |                        |                          |  |  |       |  |  | Sunyer I di Barcellona |  |  |                     |  |
|                                     |   | Riquilda di Rouergue   | Ermengardo I di Rouergue |  |  |       |  |  |                        |  |  |                     |  |
|                                     |   | Riquilda di Rouergue   | Ermengardo I di Rouergue |  |  |       |  |  |                        |  |  |                     |  |
|                                     |   | Riquilda di Rouergue   | Adelaide                 |  |  |       |  |  |                        |  |  |                     |  |
| Berengario Raimondo I di Barcellona |   | Riquilda di Rouergue   |                          |  |  |       |  |  |                        |  |  |                     |  |
|                                     |   | Ruggero I di Comminges | Arnaldo di Comminges     |  |  |       |  |  |                        |  |  |                     |  |
|                                     |   | Ruggero I di Comminges | Arnaldo di Comminges     |  |  |       |  |  |                        |  |  |                     |  |
|                                     |   | Ruggero I di Comminges | Arsinda di Carcassonne   |  |  |       |  |  |                        |  |  |                     |  |
| Ermesinda di Carcassonne            |   | Ruggero I di Comminges |                          |  |  |       |  |  |                        |  |  |                     |  |
|                                     |   | Adelaide di Gévaudan   | Bernardo di Melgueil     |  |  |       |  |  |                        |  |  |                     |  |
|                                     |   | Adelaide di Gévaudan   | Bernardo di Melgueil     |  |  |       |  |  |                        |  |  |                     |  |
|                                     |   | Adelaide di Gévaudan   | Sénégonde di Rouergue    |  |  |       |  |  |                        |  |  |                     |  |
| Guglielmo di Osona                  |   | Adelaide di Gévaudan   |                          |  |  |       |  |  |                        |  |  |                     |  |
|                                     | … | …                      |                          |  |  |       |  |  |                        |  |  |                     |  |
|                                     | … | …                      |                          |  |  |       |  |  |                        |  |  |                     |  |
|                                     | … | …                      |                          |  |  |       |  |  |                        |  |  |                     |  |
| Sunifredo II de Lluça               | … |                        |                          |  |  |       |  |  |                        |  |  |                     |  |
|                                     |   | …                      | …                        |  |  |       |  |  |                        |  |  |                     |  |
|                                     |   | …                      | …                        |  |  |       |  |  |                        |  |  |                     |  |
|                                     |   | …                      | …                        |  |  |       |  |  |                        |  |  |                     |  |
| Guilla (o Guisla de Lluça)          |   | …                      |                          |  |  |       |  |  |                        |  |  |                     |  |
|                                     |   | …                      | …                        |  |  |       |  |  |                        |  |  |                     |  |
|                                     |   | …                      | …                        |  |  |       |  |  |                        |  |  |                     |  |
|                                     |   | …                      | …                        |  |  |       |  |  |                        |  |  |                     |  |
| Ermesinda di Balsareny              |   | …                      |                          |  |  |       |  |  |                        |  |  |                     |  |
|                                     |   | …                      | …                        |  |  |       |  |  |                        |  |  |                     |  |
|                                     |   | …                      | …                        |  |  |       |  |  |                        |  |  |                     |  |
|                                     |   | …                      | …                        |  |  |       |  |  |                        |  |  |                     |  |
|                                     |   | …                      |                          |  |  |       |  |  |                        |  |  |                     |  |

### Fonti primarie
- (LA)  Rerum Gallicarum et Francicarum Scriptores, Tomus IX.
- (LA)  Rerum Gallicarum et Francicarum Scriptores, Tomus XI.
- (LA)  España Sagrada, Tome XXIX.
- (CA)  Crónica de San Juan de la Peña.

### Letteratura storiografica
- (ES)  Los condes de Barcelona vindicados.
- (EN) The Development of Southern French and Catalan Society, 718-1050, su libro.uca.edu.